# Julie Gonzalo

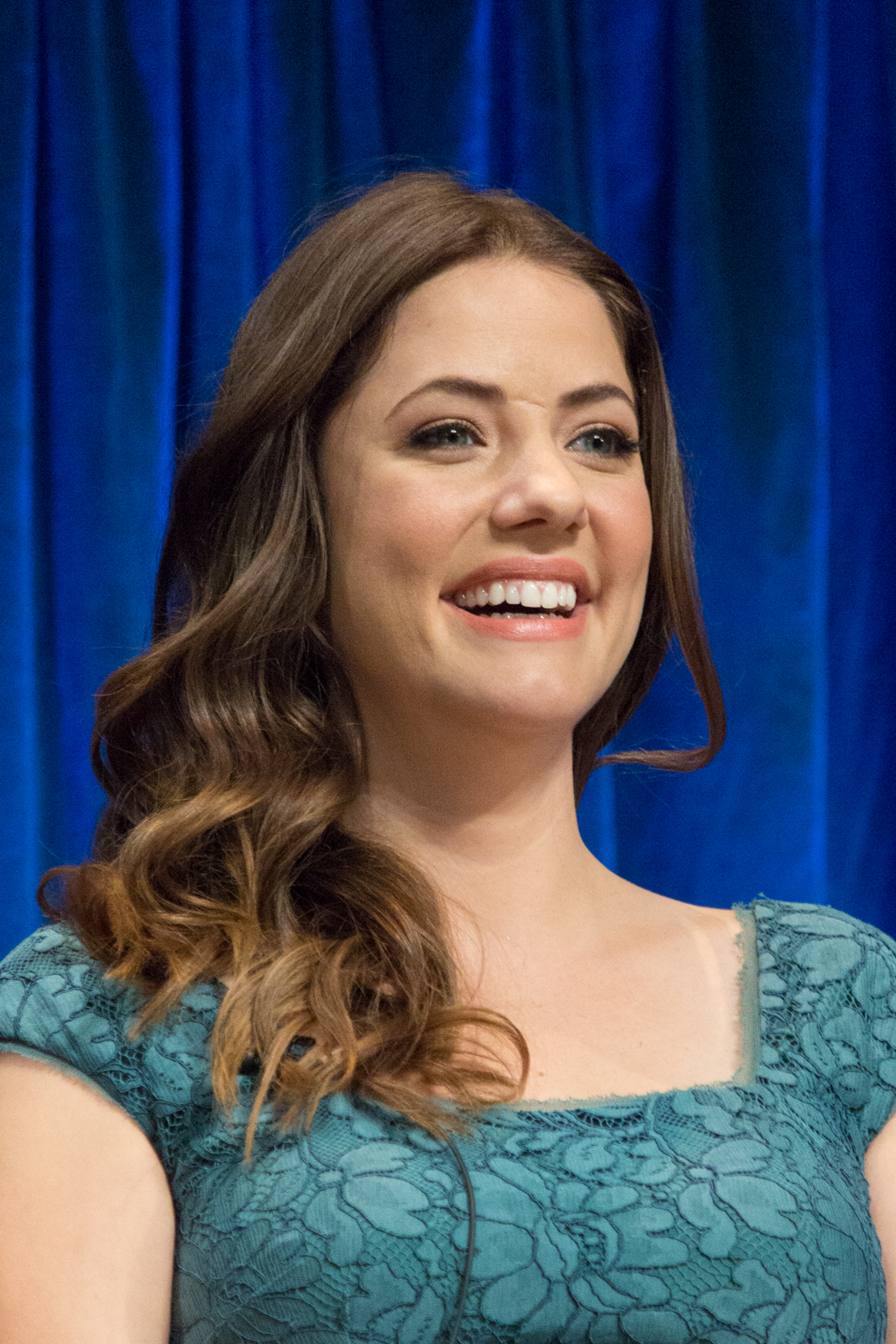
Julie Gonzalo (2013)

Julieta Susana Gonzalo (* 9. September 1981 in Buenos Aires, Argentinien) ist eine US-amerikanische Schauspielerin, bekannt durch eine Nebenrolle in der Serie Veronica Mars und als Maggie Dekker in der Fernsehserie Eli Stone.

## Leben
Julie Gonzalo wurde in Argentinien geboren, zog aber mit acht Jahren nach Miami Beach, Florida, wo sie ihre Kindheit verbrachte. Während der Schule besuchte sie Theaterkurse und absolvierte ein Tanz- und Schauspielstudium.
2001 hatte sie in dem 16-minütigen Comedy-Film The Penny Game ihren ersten Auftritt vor der Kamera. In der Sitcom Greetings from Tulsa bekam sie eine Gastrolle. Danach folgten Gastauftritte in den Serien Navy CIS und Drake & Josh.
Sie hatte Nebenrollen in den Filmen Freaky Friday – Ein voll verrückter Freitag (2003, mit Jamie Lee Curtis und Lindsay Lohan) und Cinderella Story (2004, mit Hilary Duff und Chad Michael Murray). Es folgte ein Kurzauftritt in Voll auf die Nüsse mit Ben Stiller. Im selben Jahr spielte sie in Verrückte Weihnachten mit Tim Allen und Jamie Lee Curtis und 2005 mit Diane Lane und John Cusack in Frau mit Hund sucht … Mann mit Herz.
Von 2006 bis 2007 hatte sie in der Jugend-Krimiserie Veronica Mars die Rolle der College-Studentin Parker Lee inne. Von 2008 bis 2009 war sie in einer Nebenrolle in der Serie Eli Stone mit Jonny Lee Miller zu sehen. Danach wurde sie für die NBC-Science-Fiction-Serie Day One verpflichtet, welche aber über eine Pilotfolge nicht hinaus kam. 2010 folgten Gastauftritte in Castle, der The-CW-Serie Nikita und in The Glades. Weiters wird sie in der Vampirkomödie Dr. Limptooth (Immortality Bites) die Rolle der Chris spielen. Ebenfalls hat sie seit 2012 die Rolle der Pamela Rebecca Barnes in der TNT-Serie Dallas, der Fortsetzung der gleichnamigen Serie aus den 1980er-Jahren, inne.
2008 wurde sie bei den ALMA Awards als beste Nebendarstellerin in einer Dramafernsehserie ausgezeichnet.
Julie Gonzalo lebt zusammen mit dem Autor und Regisseur Brinton Bryan in Los Angeles. Im Juni 2022 gab sie auf Instagram bekannt, dass das Paar gerade ihr erstes gemeinsames Kind bekommen hatte.

## Filmografie (Auswahl)
- 2001: The Penny Game (Kurzfilm)
- 2002: Alle lieben Lucy (I’m with Lucy)
- 2002–2003: Greetings from Tucson (Fernsehserie, 2 Folgen)
- 2003: Exit 9 (Fernsehfilm)
- 2003: Special (Kurzfilm)
- 2003: Navy CIS (Fernsehserie, Folge 1x02)
- 2003: Freaky Friday – Ein voll verrückter Freitag (Freaky Friday)
- 2004: Drake & Josh (Fernsehserie, Folge 1x01)
- 2004: Voll auf die Nüsse (Dodgeball: A True Underdog Story)
- 2004: Cinderella Story
- 2004: Verrückte Weihnachten (Christmas with the Kranks)
- 2005: Frau mit Hund sucht Mann mit Herz (Must Love Dogs)
- 2006: Pink Eye (Kurzfilm)
- 2006–2007, 2019: Veronica Mars (Fernsehserie, 21 Folgen)
- 2007: Silent Night (Kurzfilm)
- 2007: Cherry Crush
- 2007: Ladron Que Roba A Ladron
- 2008–2009: Eli Stone (Fernsehserie, 25 Folgen)
- 2008: Saving Angelo
- 2009: Day One (Pilot)
- 2010: Castle (Fernsehserie, Folge 2x22)
- 2010: Nikita (Fernsehserie, Folge 1x03)
- 2010: The Glades (Fernsehserie, Folge 1x13)
- 2010: Dr. Limptooth (Immortality Bites)
- 2011: Vamp U
- 2011: CSI: Miami (Fernsehserie, Folge 9x10)
- 2011: Und wieder eine tierische Bescherung (3 Holiday Tails, Fernsehfilm)
- 2012–2014: Dallas (Fernsehserie, 40 Folgen)
- 2013: Mobsters (Fernsehserie, Folge 2x01)
- 2015: Waffle Street
- 2016: Pumpkin Pie Wars (Fernsehfilm)
- 2017: Alex & The List
- 2017: Falling for Vermont (Fernsehfilm)
- 2017: Lucifer (Fernsehserie, Folge 3x15)
- 2018: The Sweetest Heart
- 2018: Wie erziehe ich meinen Mann? (How to Pick Your Second Husband First)
- 2018: Grey’s Anatomy (Fernsehserie, Folge 14x22)
- 2019: Flip That Romance (Fernsehfilm)
- 2019–2021: Supergirl (Fernsehserie, 39 Folgen)
- 2020: A Dark Foe
- 2020: Eine einzigartige Weihnachtsblume (Jingle Bell Bride, Fernsehfilm)
- 2021: The Good Doctor (Fernsehserie, Folge 5x03)
- 2022: Cut, Color, Murder (Fernsehfilm)
- 2023: 3 Bed, 2 Bath, 1 Ghost (Fernsehfilm)
- 2024: A Novel Noel (Fernsehfilm)
- 2024: Happy Holidays from Cherry Lane (Fernsehfilm)
- 2025: My Argentine Heart (Fernsehfilm)